# Julie Delpy
Julie Delpy (ur. 21 grudnia 1969 w Paryżu) – francuska aktorka, reżyserka i scenarzystka. Jedna z najbardziej rozpoznawalnych gwiazd filmowych pochodzących z Francji, z uwagi na częste występy w amerykańskich filmach. Od 2001 roku posiada również amerykańskie obywatelstwo. Najbardziej znane kreacje stworzyła u boku Ethana Hawke’a w tryptyku Przed wschodem słońca (1995), Przed zachodem słońca, (2004) i Przed północą (2013) Richarda Linklatera oraz u Krzysztofa Kieślowskiego w Białym.

## Życiorys

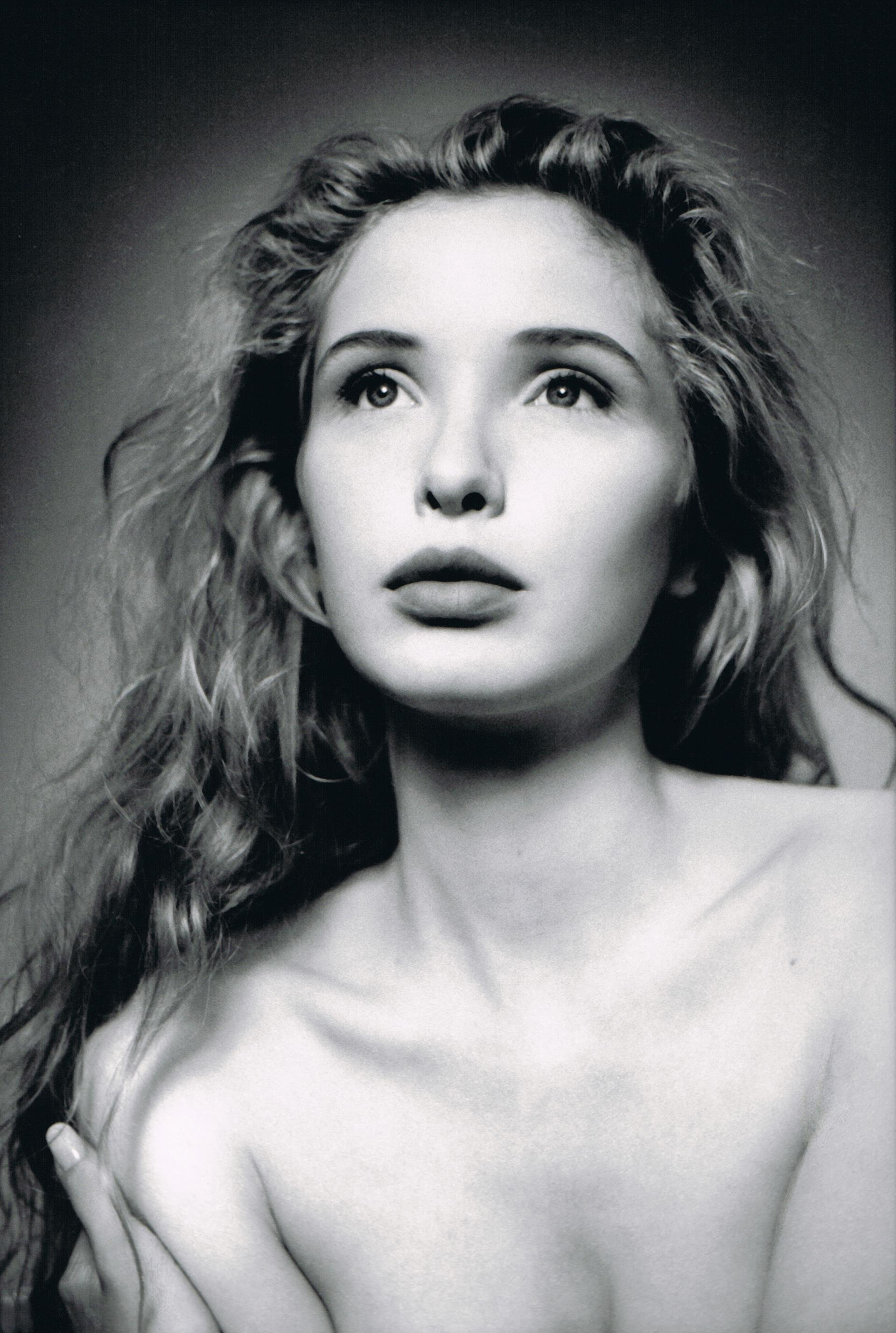
Młoda Julie Delpy

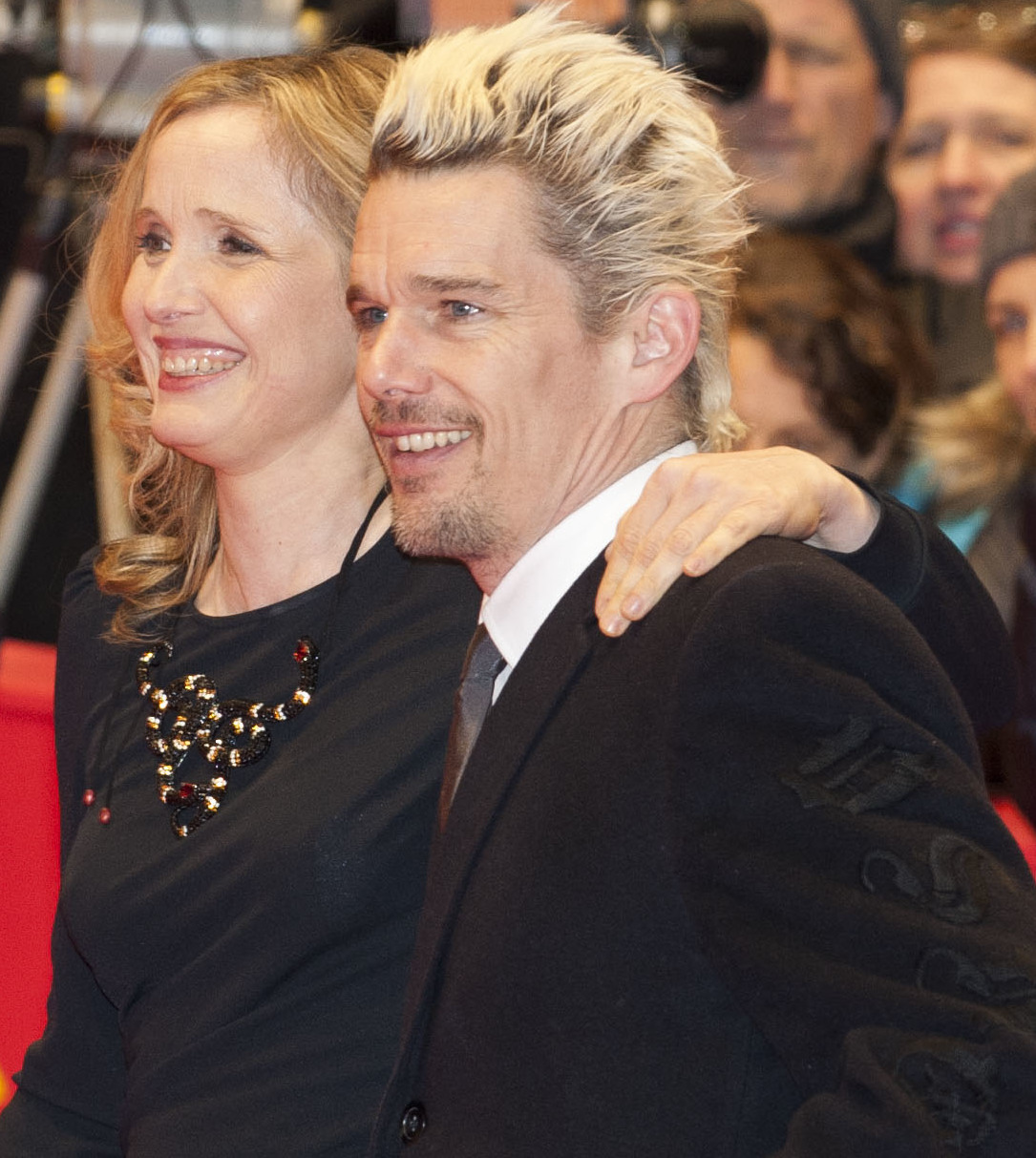
Julie Delpy i Ethan Hawke na premierze Przed północą (2013)

Jest jedyną córką aktorki Marie Pillet oraz aktora i reżysera teatralnego Alberta Delpy. Jako pięciolatka debiutowała u ich boku na scenie teatralnej. W filmie pojawiła się po raz pierwszy w Guerres civiles en France z 1978 roku.
Pojawiła się m.in. następnie w drobnej roli u Jeana-Luca Godarda w Detektywie (1985) U tego samego reżysera zaliczyła też debiut anglojęzyczny w adaptacji szekspirowskiego Króla Leara z 1987 roku, w filmie tym pojawia się Woody Allen.
Zdolna, cechująca się specyficzną „porcelanową” urodą Delpy od początku chętnie zatrudniania była przez europejskich reżyserów. Kolejno występowała u: Leosa Caraxa w Złej krwi (1986, nominacja do Cezara), Carlosa Saury w Ciemnej nocy (1989), Agnieszki Holland w filmie Europa, Europa (1990, ten występ przyniósł jej międzynarodową rozpoznawalność), Volkera Schlöndorffa w Homo Faber (1991, nominacja do Europejskiej Nagrody Filmowej) z Samem Shepardem.
Rola u Holland nie była jedynym polskim akcentem w karierze Delpy. W 1992 roku zagrała u Janusza Kijowskiego w Tragarzu puchu, oraz była jedną z głównych postaci trylogii Trzy kolory Krzysztofa Kieślowskiego kreując rolę żony Karola (Zbigniew Zamachowski) w Białym (1994).
Delpy przeprowadziła się do Nowego Jorku w 1990, a następnie kilka lat później do Los Angeles; od 2001 posiada również amerykańskie obywatelstwo. Między innymi stąd występuje od ostatniej dekady XX wieku w coraz większej ilości produkcji amerykańskich. W 1993 roku wystąpiła w roli Konstancji w anglojęzycznej ekranizacji Trzech muszkieterów w doborowej obsadzie.
W 1995 roku pojawiła się w roli głównej, u boku Ethana Hawke’a, w filmie Richarda Linklatera Przed wschodem słońca. Dziewięć lat później aktorzy ponownie spotkali się na planie kontynuacji filmu, zatytułowanej Przed zachodem słońca (2004). Jako współtwórczyni scenariusza (razem z Hawkiem, Linklaterem i Kimem Krizanem) Delpy nominowana była m.in. Oscara i Independent Spirit Award, zaś jako odtwórczyni głównej roli została uhonorowana brytyjską Empire Award oraz nagrodą krytyków w San Francisco. W 2013 powstała trzecia część cyklu – Przed północą.
Zanim zadebiutowała jako reżyserka pełnometrażowego filmu Powiedz mi (2000) z udziałem Ethana Hawke’a, wystąpiła m.in. jako Sonia w telewizyjnej adaptacji Zbrodni i kary (1998), Julie w komedii Miki Kaurismäkiego Los Angeles bez mapy (1998) oraz lesbijka w komedii Cheerleaderka (1999). W 2000 roku zagrała w thrillerze Piasek, w 2001 – w niemiecko-amerykańskiej komedii Investigating Sex z Tilem Schweigerem, Nickiem Noltem i Neve Campbell, w 2004 – w miniserialu Frankenstein Kevina Connora, a w 2005 – w filmie Jima Jarmuscha Broken Flowers z Billem Murrayem. Rok 2006 to występ u boku Justina Theroux w thrillerze Tajemnica przeszłości oraz u boku Richarda Gere’a i Alfreda Moliny w dramacie Lasse Hallströma Blef.
W 2007 roku odniosła sukces jako scenarzystka i reżyserka komedii romantycznej Dwa dni w Paryżu z własnym udziałem (Delpy również samodzielnie zmontowała obraz). Film przyniósł jej nominację do Cézara za Najlepszy Scenariusz, nominację do Independent Spirit Award dla Najlepszego Debiutanckiego Filmu (nominacja dla Delpy jako jednej z producentek) oraz nagrodę Coup de Coeur na Międzynarodowym Festiwalu Filmów o Miłości.

## Filmografia
- 1978: Guerres civiles en France
- 1982: Niveau moins trois
- 1984: Cinématon jako ona sama
- 1985: Detektyw (Détective) jako młoda dziewczyna
- 1985: L’Amour ou presque jako Mélie
- 1985: Classique
- 1986: Zła krew (Mauvais Sang) jako Lise
- 1987: Beatrice (La Passion Béatrice) jako Béatrice de Cortemart
- 1987: Król Lear (King Lear) jako Valerie
- 1988: L’ Autre nuit jako Marie
- 1989: Ciemna noc (La Noche oscura) jako Maria
- 1990: Europa, Europa (Europa Europa) jako Leni
- 1991: Homo Faber jako Sabeth
- 1991: Les Dents de ma mère jako Julie
- 1992: Warszawa. Rok 5703, tytuł alternatywny: Tragarz puchu (Warszawa. Année 5703) jako Fryda
- 1993: Trzej muszkieterowie (The Three Musketeers) jako Konstancja
- 1993: Trzy kolory. Niebieski (Trois couleurs: Bleu) jako Dominique (nie wymieniona w napisach)
- 1993: Trzy kolory. Biały (Trois couleurs: Blanc) jako Dominique
- 1993: Younger i Younger (Younger and Younger) jako Melodie
- 1994: Trzy kolory. Czerwony (Trois couleurs: Rouge) jako Dominique
- 1994: Sunny Side Up jako ona sama
- 1994: Napad (Killing Zoe) jako Zoe
- 1995: Przed wschodem słońca (Before Sunrise) jako Celine
- 1995: Blah Blah Blah
- 1996: Tykho Moon jako Lena
- 1997: Amerykański wilkołak w Paryżu (An American Werewolf in Paris) jako Serafine
- 1997: 1000 cudów świata (Les Mille Merveilles de l’univers) jako Eva Purpur
- 1997: Alleys and Motorways
- 1998: Los Angeles bez mapy (L.A. Without a Map) jako Julie
- 1998: Przyjęcie urodzinowe (The Treat) jako Francesca
- 1998: Zbrodnia i kara (Crime and Punishment) jako Sonia
- 1999: True Love
- 1999: Pasja Ayn Rand (The Passion of Ayn Rand) jako Barbara Branden
- 1999: Cheerleaderka (But I’m a Cheerleader) jako lesbijka
- 2000: Piasek (Sand) jako Lill
- 2001: Ostry dyżur (ER) jako Nicole
- 2001: Investigatin Sex jako Wendy
- 2001: Życie świadome (Waking Life) jako Celine
- 2002: Quién es Alejandro Chomski? jako ona sama
- 2002: Dom „Pod Różami” (Villa des roses) jako Louise Créteur
- 2002: CinéMagique jako Marguerite
- 2002: Looking for Jimmy jako Al
- 2004: Przed zachodem słońca (Before Sunset) jako Celine
- 2004: Frankenstein jako Caroline Frankenstein
- 2005: Tajemnica przeszłości (The Legend of Lucy Keyes) jako Jeanne Cooley
- 2005: Broken Flowers jako Sherry
- 2006: Blef (The Hoax) jako Nina Van Pallandt
- 2006: Guilty Hearts jako Charlotte
- 2007: Dwa dni w Paryżu (2 Days in Paris) jako Marion
- 2007: Odwrócić przeznaczenie (The Air I Breathe) jako Gina
- 2009: Krwawa hrabina (The Countess) jako Elżbieta Batory
- 2011: Skylab (Le Skylab) jako Anna, mama Albertine
- 2012: Dwa dni w Nowym Jorku (2 Days in New York) jako Marion
- 2013: Przed północą (Before Midnight) jako Celine
- 2015: Avengers: Czas Ultrona jako Madame B
- 2015: Lolo jako Violette
- 2016: Jamnik jako Dina
- 2017: Kawalerskie życie jako Carine
- 2018: Burning Shadow jako pani Looper
- 2019: Moja mała Zoe jako Isabelle

## Dyskografia
Julie Delpy jako jedna z nielicznych piosenkarek francuskich wydała w 2003 album anglojęzyczny, zatytułowany jej imieniem i nazwiskiem. Trzy piosenki w nim zamieszczone znalazły się później na ścieżce dźwiękowej filmu Przed zachodem słońca (2004).
Komponuje muzykę do swoich filmów, była jej autorem dla Dwa dni w Paryżu (2007), a także dla kolejnego filmu pt. Krwawa hrabina (2009).